# 쉐이 애스타

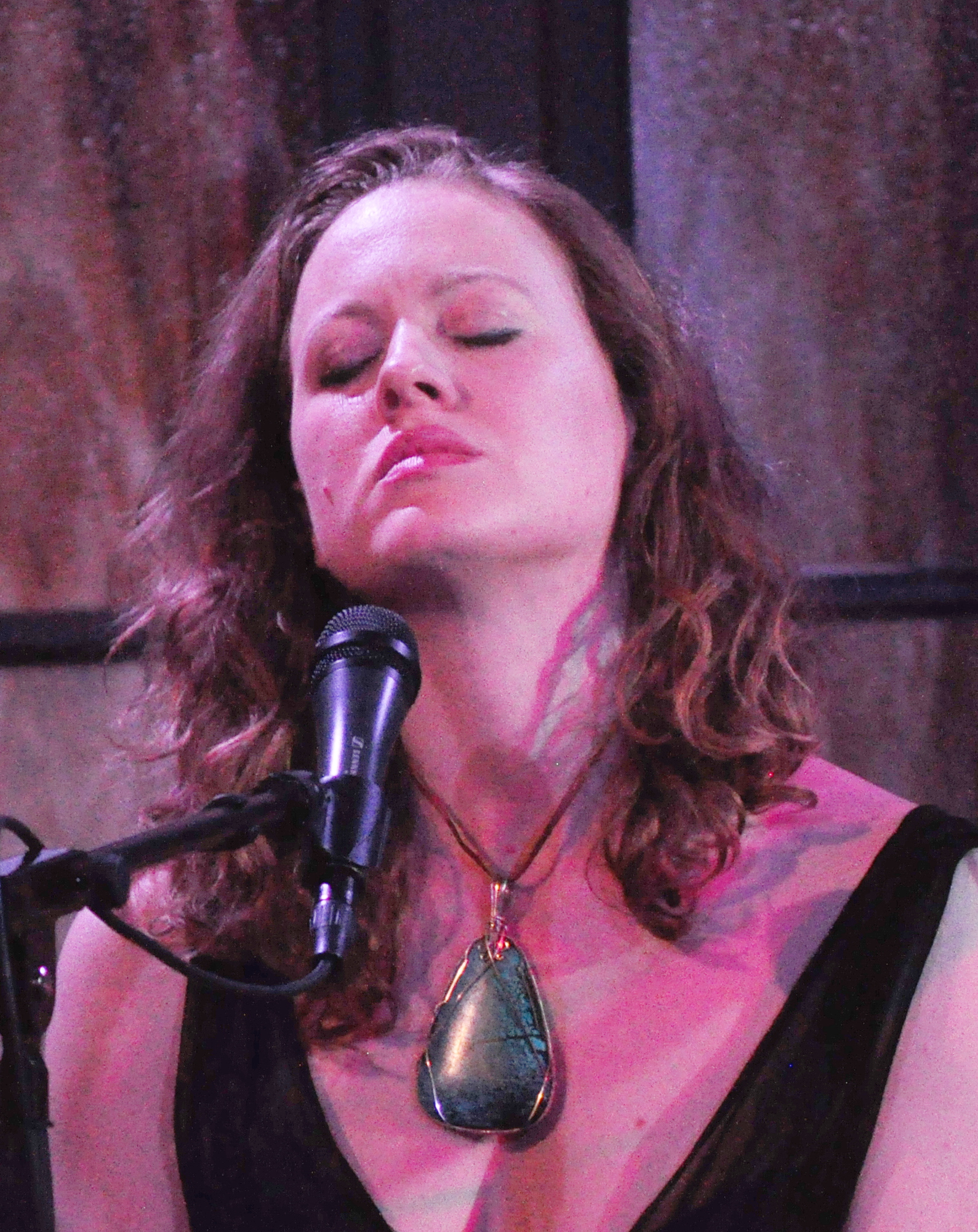

쉐이 애스타(Shay Astar, 1981년 9월 29일 ~ )는 미국의 배우, 텔레비전 배우, 영화배우, 가수, 음악가이다.
샌타크루즈에서 태어났다.

## 영화
- 치어리더는 모두 죽는다 (2013년) - Ms. 울프 역
- 보스턴 걸스 (2009년)
- 나는 누가 날 죽였는지 알고 있다 (2007년)
- 더 로스트 (2006년)
- 솔로몬 가족은 외계인 (1996년)
- 어니스트 4 - 유령 퇴치 작전 (1991년) - 엘리자베스 역
- 실수로 태어난 여자 (1991년)